# 2011–2012-es magyar labdarúgókupa
A 2011–12-es magyar kupa első mérkőzését 2011. augusztus 5-én játszották, a döntőt 2012. május 1-jén rendezték meg. A címvédő a Kecskeméti TE csapata volt, akik történetük során először hódították el a trófeát a 2010–11-es magyar kupa döntőjében.
A sorozat győztese a Debreceni VSC lett.

## Lebonyolítása

### Részt vevő csapatok
- 2011–12-es NB I csapatai (16 csapat)
  - 12 első osztályú csapat a 3. fordulóban kapcsolódik be a küzdelmekbe, a nyáron nemzetközi kupákban szereplők a 4. fordulóban.
- 2011–12-es NB II csapatai (32 csapat)
  - A másodosztályú csapatok a 2. fordulóban kapcsolódnak be a küzdelmekbe.
- Megyei-budapesti selejtezőkből továbbjutott csapatok (112 csapat)

### Időpontok
| Forduló       | Sorsolás dátuma     | Hivatalos játéknapok | Csapatok | Mérkőzések |
| ------------- | ------------------- | -------------------- | -------- | ---------- |
| 1. forduló    | 2011. július 22.    | 2011. augusztus 7.   | 112      | 56         |
| 2. forduló    | 2011. augusztus 9.  | 2011. augusztus 14.  | 88       | 44         |
| 3. forduló    | 2011. augusztus 24. | 2011. szeptember 21. | 56       | 28         |
| 4. forduló    | 2011. október 5.    | 2011. október 26.    | 32       | 16         |
| Nyolcaddöntők | 2011. november 6.   | 2011. november 30.   | 16       | 16 (2 × 8) |
| Nyolcaddöntők | 2011. november 6.   | 2011. december 3.    | 16       | 16 (2 × 8) |
| Negyeddöntők  | 2011. november 27.  | 2012. február 25.    | 8        | 8 (2 × 4)  |
| Negyeddöntők  | 2011. november 27.  | 2012. március 13–14. | 8        | 8 (2 × 4)  |
| Elődöntők     | 2012. március 4.    | 2012. március 21.    | 4        | 4 (2 × 2)  |
| Elődöntők     | 2012. március 4.    | 2012. április 10–11. | 4        | 4 (2 × 2)  |
| Döntő         |                     | 2012. május 1.       | 2        | 1          |

## Eredmények

### Első forduló
Az 1. forduló hivatalos játéknapja 2011. augusztus 7-e volt.
| 1. csapat                 | Eredmény   | 2. csapat                          |
| ------------------------- | ---------- | ---------------------------------- |
| 2011. augusztus 5.        |            |                                    |
| Madocsa SE                | 0–6        | Bölcskei SE                        |
| 2011. augusztus 6.        |            |                                    |
| Terem SE                  | 2–1        | Tiszakóród SE                      |
| Herendi Porcelán SK       | 0–1        | Csákvári TK                        |
| Békéscsabai MÁV SE        | 1–2        | Tisza Volán SC                     |
| Nagykőrösi Kinizsi Törtel | 2–0        | Törökszentmiklósi FC               |
| Nagyrozvágy KSE           | 1–2        | Aszaló SE                          |
| Csanádpalota FC           | 0–1        | Békéscsabai Jamina SE              |
| 2011. augusztus 7.        |            |                                    |
| Nyírcsaholy SE            | 0–8        | Tiszakanyár SE                     |
| Rédics KSE                | 0–2        | Badacsonytomaj-Tapolca FC          |
| Zalaszentmihály SE        | 1–1 t. 4–5 | Balatonkeresztúr-Balatonmáriafürdő |
| Jáki SE                   | 1–1 t. 7–8 | Zalaegerszegi TE II                |
| Rum KSC                   | 1–4        | Kentaur Sprint ASC                 |
| Hajdúhadházi FK           | 0–3        | Nagyiváni KSE                      |
| Ikrény SE                 | 3–11       | Úrkút SK                           |
| Révfülöpi NSE             | 3–1        | Gránit Gyógyfürdő SE               |
| Magyarbánhegyesi FC       | 3–4        | M Foci                             |
| Bácsalmási PVSE           | 3–4        | Pécsi VSK                          |
| Aba Sárvíz FC             | JN.2       | Akasztó FC                         |
| Szászvári SE              | 2–5        | Bonyhád VLC                        |
| Kispalád SC               | 2–1        | Pátroha LSE                        |
| Nagyárpádi SK             | 0–11       | Kaposvári Rákóczi II               |
| Varbói Bányász SE         | 0–4        | Felsőtárkány SC                    |
| Celldömölki VSE           | 3–1        | Egervári TE                        |
| Garai KSE                 | 0–5        | Ócsárd SE                          |
| Öskü MFC                  | 0–5        | Velence SE                         |
| Tomor-Lak KSE             | 4–5        | FC Tiszaújváros                    |
| Szany SE                  | 4–1        | Ete SE                             |
| FC Táp                    | 0–5        | Lombard Pápa II                    |
| Diósdi TC                 | 3–2        | Soroksár SC                        |
| Csepel                    | 4–1        | Érdi VSE                           |
| Bólyi SE                  | 1–0        | Tolnai VFC                         |
| Újhartyán KSE             | 0–5        | Kecskeméti TE II                   |
| Alsónémedi SE             | 0–3        | Rákosmenti KSK                     |
| Sárosd NKSC               | 2–0        | Solti FC                           |
| Bajcs SE                  | 2–0        | Mosonmagyaróvári TE                |
| Töltéstava SE             | 3–1        | Nemesszalók ESE                    |
| Győrszemere KSK           | 8–0        | Ácsi Kinizsi SC                    |
| Adonyi VSK                | 0–1        | Hartai SE                          |
| Gödöllői SK               | 1–0        | Vasas II                           |
| Újbuda                    | 1–0        | Maglódi TC                         |
| Szigetvári ZMSE           | 1–3        | Balatonlelle SE                    |
| Szécsény VSE              | 2–1        | FC Hatvan                          |
| Petőházi SE               | 1–3        | Répcelaki SE                       |
| Bödei SE                  | 1–1 t. 3–4 | Tanakajdi TC                       |
| Jánossomorja SE           | 3–2        | Vép VSE                            |
| Szendrő VSE               | 3–5        | Tiszalúc NKSE                      |
| Detk SE                   | 0–4        | Putnok VSE                         |
| Tarnalalesz Romacsillagok | 2–0        | VMSE Gönc                          |
| Kiskanizsai Sáskák SE     | 1–5        | Kiskorpádi SE                      |
| Bököny SE                 | 2–2 t. 4–2 | Sárrétudvari KSE                   |
| Kislőd FC                 | 0–11       | Iszkaszentgyörgy KSE               |
| Aszód FC                  | 3–1        | Nagybátonyi SC                     |
| Szászbereki SE            | 1–0        | Tápiószecső FC                     |
| Ebesi SBKE                | 3–4        | II. Rákóczi Ferenc SE              |
| Ferencvárosi FC           | 1–1 t. 5–3 | Tardosi FC                         |
| 2011. augusztus 10.       |            |                                    |
| Kapuvári SE               | 1–3        | Sárvári FC                         |

- 1. A mérkőzés a 74. percben 3–1-s hazai vezetésnél félbeszakadt.[8]
- 2. Az Akasztó FC visszalépett a sorozattól.

### Második forduló
A 2. forduló hivatalos játéknapja: 2011. augusztus 14-e volt.
| 1. csapat                          | Eredmény   | 2. csapat                 |
| ---------------------------------- | ---------- | ------------------------- |
| 2011. augusztus 13.                |            |                           |
| Pécsi VSK                          | 1–4        | Kaposvári Rákóczi II      |
| Nagyiváni KSE                      | 3–1        | Nagykőrösi Kinizsi Törtel |
| Békéscsabai Jamina SE              | 0–1        | Szeged 2011               |
| M Foci                             | 0–6        | Békéscsabai Előre         |
| Tisza Volán SC                     | 3–4        | Orosháza                  |
| FC Tiszaújváros                    | 1–2        | Nyíregyháza Spartacus     |
| Diósdi TC                          | 0–4        | MTK Budapest              |
| Felsőtárkány SC                    | 3–4        | Budaörs                   |
| 2011. augusztus 14.                |            |                           |
| Ferencvárosi FC                    | 0–1        | Dunakanyar-Vác            |
| Bajcs SE                           | 1–9        | Veszprém                  |
| Balatonkeresztúr-Balatonmáriafürdő | 2–2 t. 4–5 | Zalaegerszegi TE II       |
| Kispalád SC                        | 1–2        | Aszaló SE                 |
| Szécsény VSE                       | 0–3        | Rákospalotai EAC          |
| Révfülöpi NSE                      | 0–3        | Győrszemere KSK           |
| Kiskorpádi SE                      | 0–5        | Kozármisleny              |
| Kentaur Sprint ASC                 | 4–1        | Balatonlelle SE           |
| Csepel                             | 0–0 t. 4–5 | Videoton II               |
| Sárosd NKSC                        | 0–5        | Paksi FC II               |
| Csákvári TK                        | 3–0        | Ferencváros II            |
| Ócsárd SE                          | 0–4        | Bajai LSE                 |
| Badacsonytomaj-Tapolca FC          | 0–14       | Gyirmót                   |
| Kecskeméti TE II                   | 0–2        | Szolnoki MÁV              |
| Bölcskei SE                        | 2–3        | Dunaújváros-Pálhalma      |
| Répcelaki SE                       | 0–3        | Soproni VSE               |
| Újbuda                             | 1–4        | Szigetszentmiklósi TK     |
| Ikrény SE                          | 0–16       | Tatabánya                 |
| Aba Sárvíz FC                      | 0–6        | Hartai SE                 |
| Rákosmenti KSK                     | 2–0        | Vecsés                    |
| Celldömölki VSE                    | 2–3        | Sárvári FC                |
| Bólyi SE                           | 3–0        | Bonyhád VLC               |
| Szany SE                           | 1–2        | Ajka                      |
| Velence SE                         | 1–2        | BKV Előre                 |
| Aszód FC                           | 1–5        | Eger                      |
| Tarnalalesz Romacsillagok          | 1–6        | Újpest FC II              |
| Tanakajdi TC                       | 0–5        | Jánossomorja SE           |
| Bököny SE                          | 1–6        | Putnok VSE                |
| Tiszalúc NKSE                      | 0–6        | DVSC-DEAC                 |
| Töltéstava SE                      | 3–2        | Lombard Pápa II           |
| II. Rákóczi Ferenc SE              | 0–6        | Balmazújvárosi FC         |
| Iszkaszentgyörgy KSE               | 3–6        | Győri ETO II              |
| Tiszakanyár SE                     | 0–3        | Mezőkövesd-Zsóry          |
| Terem SE                           | 1–4        | Kazincbarcika             |
| Szászbereki SE                     | 0–7        | Ceglédi VSE               |
| 2011. augusztus 16.                |            |                           |
| Gödöllői SK                        | 0–2        | Honvéd-MFA                |

### Harmadik forduló
A 3. forduló hivatalos játéknapja 2011. szeptember 21-e volt.
| 1. csapat             | Eredmény    | 2. csapat             |
| --------------------- | ----------- | --------------------- |
| 2011. szeptember 20.  |             |                       |
| Szolnoki MÁV          | 1–1 t.: 4–1 | Szeged 2011           |
| 2011. szeptember 21.  |             |                       |
| Videoton II           | 0–3         | Győri ETO             |
| Kentaur Sprint ASC    | 0–2         | Kaposvári Rákóczi     |
| Ceglédi VSE           | 3–0         | Orosháza              |
| Zalaegerszegi TE II   | 0–2         | BFC Siófok            |
| Győrszemere KSK       | 0–10        | Lombard Pápa          |
| BKV Előre             | 3–0         | Dunaújváros-Pálhalma  |
| Budaörs               | 0–2         | Vasas                 |
| Paksi FC II           | 0–3         | Pécsi MFC             |
| Kazincbarcika         | 1–5         | Debreceni VSC         |
| MTK Budapest          | 4–0         | Rákospalotai EAC      |
| Mezőkövesd Zsóry FC   | 4–1         | Nyíregyháza Spartacus |
| Jánossomorja SE       | 3–1         | Sárvári FC            |
| Szigetszentmiklósi TK | 2–1         | Budapest Honvéd       |
| Győri ETO II          | 0–0 t.: 2–4 | Tatabánya             |
| Eger                  | 0–0 t.: 2–4 | Diósgyőr              |
| Töltéstava SE         | 2–4         | Veszprém              |
| Hartai SE             | 2–4         | Kozármisleny          |
| Nagyiváni KSE         | 1–3         | Békéscsabai Előre     |
| Aszaló SE             | 0–2         | Balmazújvárosi FC     |
| Csákvári TK           | 2–1         | Honvéd-MFA            |
| Rákosmenti KSK        | 4–1         | Újpest FC II          |
| Bólyi SE              | 2–5         | Bajai LSE             |
| Putnok VSE            | 3–0         | DVSC-DEAC             |
| Gyirmót               | 3–3 t. 5–4  | Ajka                  |
| Dunakanyar-Vác        | 1–4         | Újpest                |
| Soproni VSE           | 0–2         | Haladás               |
| 2011. szeptember 28.  |             |                       |
| Kaposvári Rákóczi II  | 1–0         | Zalaegerszegi TE      |

### Negyedik forduló
A 4. forduló hivatalos játéknapja 2011. október 26-a volt.
| 1. csapat             | Eredmény    | 2. csapat         |
| --------------------- | ----------- | ----------------- |
| 2011. október 25.     |             |                   |
| Jánossomorja SE       | 2–9         | Győri ETO         |
| BKV Előre             | 1–4         | Diósgyőr          |
| Kaposvári Rákóczi II  | 3–2         | Gyirmót           |
| Veszprém              | 0–2         | Haladás           |
| Békéscsabai Előre     | 3–2         | Vasas             |
| 2011. október 26.     |             |                   |
| Ceglédi VSE           | 0–2         | Debreceni VSC     |
| Szolnoki MÁV          | 2–5         | Ferencváros       |
| Tatabánya             | 0–2         | Videoton          |
| Putnok VSE            | 3–2         | Paksi FC          |
| Balmazújvárosi FC     | 1–2         | MTK Budapest      |
| Kozármisleny          | 2–1         | BFC Siófok        |
| Mezőkövesd Zsóry FC   | 2–3         | Kecskeméti TE     |
| Csákvári TK           | 2–3         | Pécsi MFC         |
| Rákosmenti KSK        | 0–1         | Kaposvári Rákóczi |
| Bajai LSE             | 1–1 t.: 4–3 | Lombard Pápa      |
| Szigetszentmiklósi TK | 3–3 t.: 3–4 | Újpest            |

### Nyolcaddöntő
A nyolcaddöntők hivatalos játéknapjai 2011. november 30., valamint 2011. december 3. voltak.
| 1. csapat                      | Össz.      | 2. csapat         | 1. mérk. | 2. mérk. |
| ------------------------------ | ---------- | ----------------- | -------- | -------- |
| 2011. november 30, december 3. |            |                   |          |          |
| Békéscsabai Előre              | 2–2 (i.g.) | Ferencváros       | 0–0      | 2–2      |
| Diósgyőr                       | 2–5        | Győri ETO         | 1–1      | 1–4      |
| Bajai LSE                      | 2–0        | Kozármisleny      | 2–0      | 0–0      |
| Kaposvári Rákóczi II           | 2–3        | Újpest            | 2–1      | 0–2      |
| Kecskeméti TE                  | 2–3        | Debreceni VSC     | 1–2      | 1–1      |
| Putnok VSE                     | 1–4        | Kaposvári Rákóczi | 1–1      | 0–3      |
| Videoton                       | 1–0        | Haladás           | 1–0      | 0–0      |
| MTK Budapest                   | 2–2 (i.g.) | Pécsi MFC         | 0–1      | 2–1      |

#### 1. mérkőzések
| 2011. november 30. 13:00 |

| Bajai LSE      | 2–0               | Kozármisleny |
| -------------- | ----------------- | ------------ |
| Kormos 26' 36' | (2–0) Jegyzőkönyv |              |

| Vasvári Pál utcai sporttelep, Baja Nézőszám: 250 Játékvezető: Böcskei Balázs (magyar) |

| 2011. november 30. 13:00 |

| Kaposvári Rákóczi II | 2–1               | Újpest    |
| -------------------- | ----------------- | --------- |
| Haruna 79' 89'       | (0–1) Jegyzőkönyv | Kabát 35' |

| Rákóczi Stadion, Kaposvár Nézőszám: 800 Játékvezető: Berke Balázs (magyar) |

| 2011. november 30. 13:00 |

| Putnok VSE  | 1–1               | Kaposvári Rákóczi |
| ----------- | ----------------- | ----------------- |
| Zimányi 70' | (0–1) Jegyzőkönyv | Grumić 20'        |

| Állomás úti pálya, Putnok Nézőszám: 500 Játékvezető: Becséri Dániel (magyar) |

| 2011. november 30. 16:45 |

| Kecskeméti TE | 1–2               | Debreceni VSC           |
| ------------- | ----------------- | ----------------------- |
| Bori 55'      | (0–2) Jegyzőkönyv | Coulibaly 5' Korhut 20' |

| Széktói Stadion, Kecskemét Nézőszám: 400 Játékvezető: Bognár Tamás (magyar) |

| 2011. november 30. 17:30 |

| MTK Budapest | 0–1               | Pécsi MFC              |
| ------------ | ----------------- | ---------------------- |
|              | (0–0) Jegyzőkönyv | Regedei 66' (11-esből) |

| Hidegkuti Nándor Stadion, Budapest Nézőszám: 400 Játékvezető: Iványi Zoltán (magyar) |

| 2011. november 30. 18:00 |

| Diósgyőr   | 1–1               | Győri ETO    |
| ---------- | ----------------- | ------------ |
| Lippai 34' | (1–1) Jegyzőkönyv | Ahjupera 36' |

| DVTK-stadion, Miskolc Nézőszám: 5500 Játékvezető: Andó-Szabó Sándor (magyar) |

| 2011. november 30. 18:00 |

| Békéscsabai Előre | 0–0               | Ferencváros |
| ----------------- | ----------------- | ----------- |
|                   | (0–0) Jegyzőkönyv |             |

| Kórház utcai stadion, Békéscsaba Nézőszám: 7000 Játékvezető: Fábián Mihály (magyar) |

| 2011. november 30. 18:00 |

| Videoton       | 1–0               | Haladás |
| -------------- | ----------------- | ------- |
| Vasiljević 22' | (1–0) Jegyzőkönyv |         |

| Sóstói Stadion, Székesfehérvár Nézőszám: 923 Játékvezető: Berger József (magyar) |

#### 2. mérkőzések
| 2011. december 3. 12:00 |

| Kozármisleny | 0–0               | Bajai LSE |
| ------------ | ----------------- | --------- |
|              | (0–0) Jegyzőkönyv |           |

| Alkotmány téri pálya, Kozármisleny Nézőszám: 200 Játékvezető: Németh Ádám (magyar) |

| 2011. december 3. 14:00 |

| Kaposvári Rákóczi            | 3–0               | Putnok VSE |
| ---------------------------- | ----------------- | ---------- |
| Perić 28' Zsók 41' Gujić 64' | (2–0) Jegyzőkönyv |            |

| Rákóczi Stadion, Kaposvár Nézőszám: 500 Játékvezető: Szilasi Szabolcs (magyar) |

| 2011. december 3. 15:00 |

| Debreceni VSC | 1–1               | Kecskeméti TE |
| ------------- | ----------------- | ------------- |
| Kulcsár 89'   | (0–1) Jegyzőkönyv | Mohl 41'      |

| Oláh Gábor utcai stadion, Debrecen Nézőszám: 2700 Játékvezető: Vad II. István (magyar) |

| 2011. december 3. 15:00 |

| Haladás | 0–0               | Videoton |
| ------- | ----------------- | -------- |
|         | (0–0) Jegyzőkönyv |          |

| Rohonci úti stadion, Szombathely Nézőszám: 2000 Játékvezető: Szabó Zsolt (magyar) |

| 2011. december 3. 15:00 |

| Győri ETO                             | 4–1               | Diósgyőr  |
| ------------------------------------- | ----------------- | --------- |
| Dudás 14' 36' Fehér 32' Trajković 38' | (4–0) Jegyzőkönyv | Tisza 62' |

| ETO Park, Győr Nézőszám: 1500 Játékvezető: Kassai Viktor (magyar) |

| 2011. december 3. 15:00 |

| Ferencváros                    | 2–2               | Békéscsabai Előre                |
| ------------------------------ | ----------------- | -------------------------------- |
| Júnior 5' (11-esből) Otten 55' | (1–1) Jegyzőkönyv | Makra 31' Leucuţă 76' (11-esből) |

| Albert Flórián Stadion, Budapest Nézőszám: 2100 Játékvezető: Miquel Álvaro García (chilei) |

| 2011. december 3. 16:00 |

| Újpest                          | 2–0               | Kaposvári Rákóczi II |
| ------------------------------- | ----------------- | -------------------- |
| Remili 4' Rajczi 56' (11-esből) | (1–0) Jegyzőkönyv |                      |

| Szusza Ferenc Stadion, Budapest Nézőszám: 1392 Játékvezető: Farkas Ádám (magyar) |

| 2011. december 3. 16:00 |

| Pécsi MFC           | 1–2               | MTK Budapest          |
| ------------------- | ----------------- | --------------------- |
| Nagy 89' (11-esből) | (0–1) Jegyzőkönyv | Vadnai 15' Németh 68' |

| PMFC Stadion, Pécs Nézőszám: 1500 Játékvezető: Oláh Gábor (magyar) |

### Negyeddöntő
Az negyeddöntők hivatalos játéknapjai 2012. február 25., valamint 2012. március 13. és 2012. március 14. voltak.
| 1. csapat                          | Össz. | 2. csapat     | 1. mérk. | 2. mérk. |
| ---------------------------------- | ----- | ------------- | -------- | -------- |
| 2012. február 25, március 13., 14. |       |               |          |          |
| Kaposvári Rákóczi                  | 0–1   | Debreceni VSC | 0–1      | 0–0      |
| Bajai LSE                          | 1–7   | Újpest        | 1–3      | 0–4      |
| Békéscsabai Előre                  | 0–6   | MTK Budapest  | 0–3      | 0–3      |
| Videoton                           | 6–1   | Győri ETO     | 5–1      | 1–0      |

#### 1. mérkőzések
| 2012. február 25. 14:00 |

| Kaposvári Rákóczi | 0–1               | Debreceni VSC |
| ----------------- | ----------------- | ------------- |
|                   | (0–0) Jegyzőkönyv | Coulibaly 81' |

| Rákóczi Stadion, Kaposvár Nézőszám: 600 Játékvezető: Németh Ádám (magyar) |

| 2012. február 25. 14:00 |

| Bajai LSE             | 1–3               | Újpest                   |
| --------------------- | ----------------- | ------------------------ |
| Kormos 76' (11-esből) | (0–0) Jegyzőkönyv | Remili 56' Kabát 64' 69' |

| Vasvári Pál utcai sporttelep, Baja Nézőszám: 2500 Játékvezető: Szilasi Szabolcs (magyar) |

| 2012. február 25. 14:00 |

| Békéscsabai Előre | 0–3               | MTK Budapest                       |
| ----------------- | ----------------- | ---------------------------------- |
|                   | (0–2) Jegyzőkönyv | Tischler 15' Könyves 32' Kanta 78' |

| Kórház utcai stadion, Békéscsaba Nézőszám: 2000 Játékvezető: Veizer Roland (magyar) |

| 2012. február 25. 16:00 |

| Videoton                                                                                         | 5–1               | Győri ETO     |
| ------------------------------------------------------------------------------------------------ | ----------------- | ------------- |
| Walter Lee 14' Nikolics 39' (11-esből) Sándor 48' (11-esből) Filipe Oliveira 67' Torghelle 90+2' | (2–0) Jegyzőkönyv | Windecker 80' |

| Sóstói Stadion, Székesfehérvár Nézőszám: 3000 Játékvezető: Solymosi Péter (magyar) |

#### 2. mérkőzések
| 2012. március 13. 16:00 |

| Újpest                                 | 4–0               | Bajai LSE |
| -------------------------------------- | ----------------- | --------- |
| Remili 3' 53' Pollák 20' Proesmans 37' | (3–0) Jegyzőkönyv |           |

| Szusza Ferenc Stadion, Budapest Nézőszám: 1853 Játékvezető: Varga László (magyar) |

| 2012. március 13. 18:00 |

| Debreceni VSC | 0–0               | Kaposvári Rákóczi |
| ------------- | ----------------- | ----------------- |
|               | (0–0) Jegyzőkönyv |                   |

| Oláh Gábor utcai stadion, Debrecen Nézőszám: 2000 Játékvezető: Szilasi Szabolcs (magyar) |

| 2012. március 14. 17:30 |

| MTK Budapest                   | 3–0               | Békéscsabai Előre |
| ------------------------------ | ----------------- | ----------------- |
| Könyves 33' Gál 70' Molnár 88' | (1–0) Jegyzőkönyv |                   |

| Hidegkuti Nándor Stadion, Budapest Játékvezető: Kiss Norbert (magyar) |

| 2012. március 14. 18:00 |

| Győri ETO | 0–1               | Videoton  |
| --------- | ----------------- | --------- |
|           | (0–1) Jegyzőkönyv | Perić 11' |

| ETO Park, Győr Nézőszám: 500 Játékvezető: Szőts Gergely (magyar) |

### Elődöntő
Az elődöntők hivatalos játéknapjai 2012. március 21., valamint 2012. április 10. és 2012. április 11. voltak.
| 1. csapat                          | Össz. | 2. csapat | 1. mérk. | 2. mérk. |
| ---------------------------------- | ----- | --------- | -------- | -------- |
| 2012. március 21, április 10., 11. |       |           |          |          |
| MTK Budapest                       | 4–3   | Videoton  | 2–3      | 2–0      |
| Debreceni VSC                      | 5–2   | Újpest    | 2–1      | 3–1      |

#### 1. mérkőzések
| 2012. március 21. 17:00 |

| MTK Budapest   | 2–3               | Videoton                                  |
| -------------- | ----------------- | ----------------------------------------- |
| Könyves 6' 26' | (2–0) Jegyzőkönyv | Nikolics 52' 85' (11-esből) Torghelle 63' |

| Hidegkuti Nándor Stadion, Budapest Játékvezető: Fábián Mihály (magyar) |

| 2012. március 21. 19:15 |

| Debreceni VSC     | 2–1               | Újpest    |
| ----------------- | ----------------- | --------- |
| Méyé 4' Lucas 48' | (1–1) Jegyzőkönyv | Kabát 38' |

| Oláh Gábor utcai stadion, Debrecen Nézőszám: 3500 Játékvezető: Farkas Ádám (magyar) |

#### 2. mérkőzések
| 2012. április 10. 18:00 |

| Videoton | 0–2               | MTK Budapest           |
| -------- | ----------------- | ---------------------- |
|          | (0–2) Jegyzőkönyv | Kanta 22' Tischler 31' |

| Sóstói Stadion, Székesfehérvár Nézőszám: 1550 Játékvezető: Farkas Ádám (magyar) |

| 2012. április 11. 18:00 |

| Újpest    | 1–3               | Debreceni VSC            |
| --------- | ----------------- | ------------------------ |
| Kabát 55' | (0–0) Jegyzőkönyv | Bódi 58' 84' Szakály 90' |

| Szusza Ferenc Stadion, Budapest Nézőszám: 3327 Játékvezető: Bognár Tamás (magyar) |

### Döntő
| 2012. május 1. 18:00 |

| MTK Budapest                                                    | 3–3 (h. u.)                           | Debreceni VSC                                                    |
| --------------------------------------------------------------- | ------------------------------------- | ---------------------------------------------------------------- |
| Könyves 45' Ladányi 62' Zsidai 87'                              | (1–0, 3–3, 3–3) Jegyzőkönyv Részletek | Bouadla 51' Szakály 55' 89'                                      |
| Büntetőpárbaj                                                   |                                       |                                                                  |
| Vukmir Zsidai Vass Wolfe Kanta Szekeres Pál Könyves Kálnoki Kis | 7–8                                   | Szakály Nagy Bouadla Lucas Coulibaly Korhut Šimac Varga Mészáros |

| Puskás Ferenc Stadion, Budapest Játékvezető: Szabó Zsolt (magyar) |

A Debreceni VSC MK-ban szerepelt játékosai: Luis Arcángel Ramos Colón, Adnan Alisić, Bernáth Csaba, Bódi Ádám, Selim Bouadla, Adamo Coulibaly, Dombi Tibor, Farkas Balázs, Ferenczi János, Fodor Marcell, Illés Gyula, Korhut Mihály, Kulcsár Tamás, Lucas Marcolini Dantas Bertucci, Ludánszki Bence, Mindaugas Malinauskas, Ștefan Mardare, Máté Péter, Mészáros Norbert, Mbengono Andoa Yannick, Roguy Méyé, Mirszad Mijadinoszki, Nagy Zoltán, Stevo Nikolić, Nikolov Balázs, Nenad Novaković, Rezes László, Eugène Salami, Dajan Šimac, Spitzmüller István, Szakály Péter, Szilágyi Péter, Varga József, Verpecz István, Vjatšeslav Zahovaiko

## Lásd még
- 2011–2012 a magyar labdarúgásban